# تپه آقازاده ۱
تپه آقازاده ۱ مربوط به دوره ساسانیان - سده‌های میانه دوران‌های تاریخی پس از اسلام است و در شهرستان اسفراین، بخش بام وصفی آباد، دهستان صفی آباد، ۵ کیلومتری غرب روستای کلاته آقازاده واقع شده و این اثر در تاریخ ۱۸ شهریور ۱۳۸۷ با شمارهٔ ثبت ۲۳۲۷۷ به‌عنوان یکی از آثار ملی ایران به ثبت رسیده است.